# Madam Secretary
Madam Secretary é uma série de televisão estadunidense transmitida pela CBS entre 21 de setembro de 2014 a 08 de dezembro de 2019.

## Elenco
| Personagem                    | Ator               | Temporada       | Temporada       | Temporada       | Temporada       | Temporada       | Temporada       |
| Personagem                    | Ator               | 1               | 2               | 3               | 4               | 5               | 6               |
| Main characters               | Main characters    | Main characters | Main characters | Main characters | Main characters | Main characters | Main characters |
| ----------------------------- | ------------------ | --------------- | --------------- | --------------- | --------------- | --------------- | --------------- |
| Elizabeth "Bess" Adams McCord | Téa Leoni          | Principal       | Principal       | Principal       | Principal       | Principal       | Principal       |
| Henry McCord                  | Tim Daly           | Principal       | Principal       | Principal       | Principal       | Principal       | Principal       |
| Nadine Tolliver               | Bebe Neuwirth      | Principal       | Principal       | Principal       | Principal       | Does not appear | Does not appear |
| Russell Jackson               | Željko Ivanek      | Principal       | Principal       | Principal       | Principal       | Principal       | Principal       |
| Blake Moran                   | Erich Bergen       | Principal       | Principal       | Principal       | Principal       | Principal       | Principal       |
| Daisy Grant                   | Patina Miller      | Principal       | Principal       | Principal       | Principal       | Principal       | Principal       |
| Matt Mahoney                  | Geoffrey Arend     | Principal       | Principal       | Principal       | Principal       | Principal       | Participação    |
| Stephanie "Stevie" McCord     | Wallis Currie-Wood | Principal       | Principal       | Principal       | Principal       | Principal       | Principal       |
| Alison McCord                 | Kathrine Herzer    | Principal       | Principal       | Principal       | Principal       | Principal       | Participação    |
| Jason McCord                  | Evan Roe           | Principal       | Principal       | Principal       | Principal       | Principal       | Recorrente      |
| Conrad Dalton                 | Keith Carradine    | Recorrente      | Principal       | Principal       | Principal       | Principal       | Recorrente      |
| Jay Whitman                   | Sebastian Arcelus  | Recorrente      | Recorrente      | Principal       | Principal       | Principal       | Participação    |
| Kat Sandoval                  | Sara Ramirez       | Does not appear | Does not appear | Does not appear | Principal       | Principal       | Does not appear |
| Michael "Mike B." Barnow      | Kevin Rahm         | Recorrente      | Recorrente      | Recorrente      | Recorrente      | Recorrente      | Principal       |

## Episódios
| Temporada | Temporada | Episódios | Episódios | Originalmente exibido  | Originalmente exibido |
| Temporada | Temporada | Episódios | Episódios | Estreia da temporada   | Final da temporada    |
| --------- | --------- | --------- | --------- | ---------------------- | --------------------- |
|           | 1         | 22        | 22        | 21 de setembro de 2014 | 3 de maio de 2015     |
|           | 2         | 23        | 23        | 4 de outubro de 2015   | 8 de maio de 2016     |
|           | 3         | 23        | 23        | 2 de outubro de 2016   | 21 de maio de 2017    |
|           | 4         | 22        | 22        | 8 de outubro de 2017   | 20 de maio de 2018    |
|           | 5         | 20        | 20        | 7 de outubro de 2018   | 21 de abril de 2019   |

## Recepção
Em sua primeira temporada, Madam Secretary teve recepção geralmente favorável por parte da crítica especializada. Com base de 31 avaliações profissionais, alcançou uma pontuação de 66% no Metacritic.